# Primeira Batalha de Carcóvia

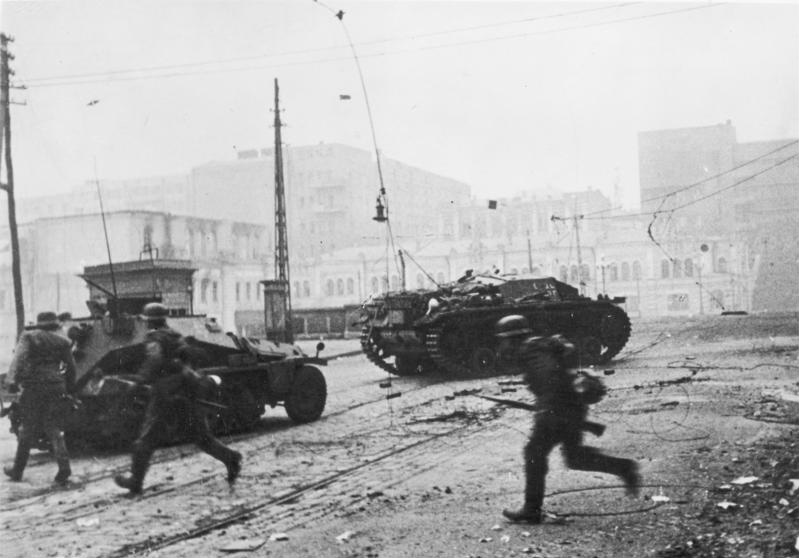
Forças alemães enfrentam a resistência soviética no cenário urbano de Carcóvia.

A primeira batalha de Carcóvia foi um confronto militar entre as forças alemãs e soviéticas na cidade de Carcóvia, na Ucrânia, durante a Segunda Guerra Mundial. A batalha ocorreu entre 20 e 24 de outubro de 1941, como parte da Operação Barbarossa, a invasão alemã da União Soviética. Após uma dura resistência soviética nas ruas da cidade, os alemães conseguiram dominar Carcóvia e impor severas perdas aos defensores.[carece de fontes?]
A batalha começou com um ataque surpresa das forças alemãs do Grupo de Exércitos Sul, lideradas pelo marechal de campo Gerd von Rundstedt, que romperam as linhas soviéticas ao norte e ao sul de Carcóvia. Os alemães avançaram rapidamente em direção à cidade, apesar da forte resistência dos defensores soviéticos, que incluíam unidades do 38º e 21º Exércitos. Os combates se intensificaram nas ruas de Carcóvia, onde os soviéticos usaram barricadas, armas antitanque e franco-atiradores para atrasar o inimigo. Os alemães usaram artilharia, aviões e tanques para apoiar sua infantaria.[carece de fontes?]
A batalha foi intensa e sangrenta, causando numerosas vítimas em ambos os contendores. Os alemães conseguiram cercar a maior parte das forças soviéticas na cidade e as forçaram a se render ou fugir. Os alemães conquistaram a cidade em 24 de outubro, depois de quatro dias de confrontos. Eles capturaram cerca de sessenta mil prisioneiros de guerra e um grande número de armas e equipamentos. Os soviéticos perderam cerca de cem mil homens no total, entre mortos, feridos e desaparecidos. As baixas alemãs foram de aproximadamente quinze mil soldados.[carece de fontes?]
A batalha foi uma vitória estratégica para os alemães, que garantiram o controle de uma importante região industrial e ferroviária. A cidade também era um centro cultural e educacional da Ucrânia, com muitas universidades, museus e teatros. A ocupação alemã trouxe repressão e perseguição aos habitantes da cidade, especialmente aos judeus, que foram vítimas de massacres e deportações. A cidade seria palco de mais três batalhas durante a guerra, sendo libertada pelos soviéticos em 23 de agosto de 1943.[carece de fontes?]